# Motor central

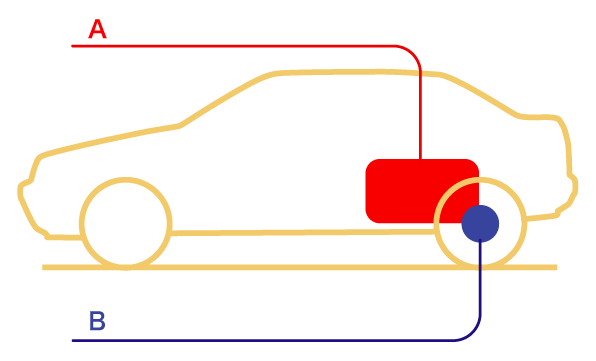
A: Motor
B: Tracción

Un vehículo de motor central se caracteriza por tener el propulsor situado entre los ejes delantero y trasero, aunque por lo general, el término se utiliza para designar preferentemente a aquellos coches que lo tienen ubicado entre el habitáculo y el eje trasero.

## Historia

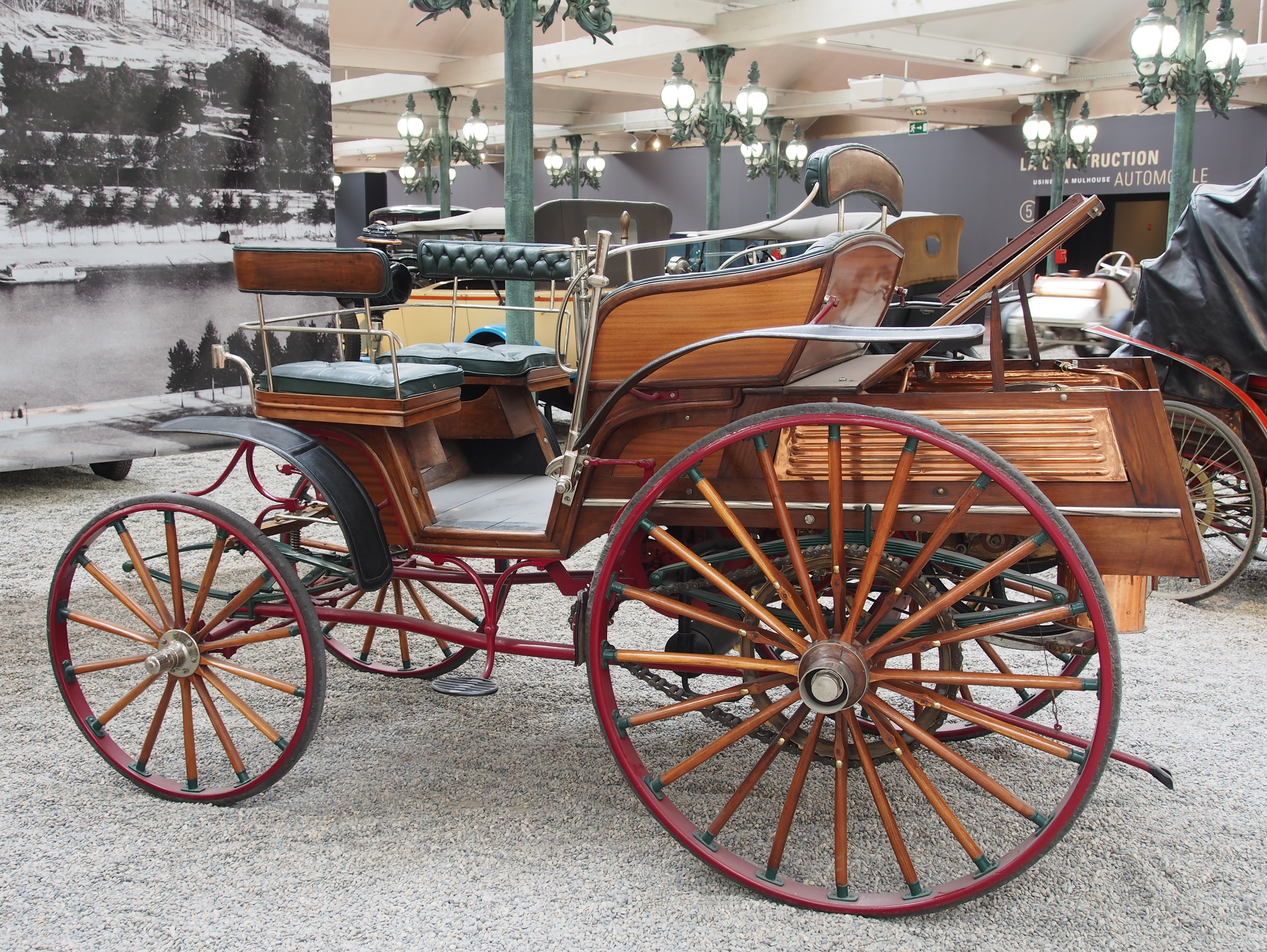
Un Benz "vis a vis" de 1893, con el motor central, situado bajo el asiento del conductor

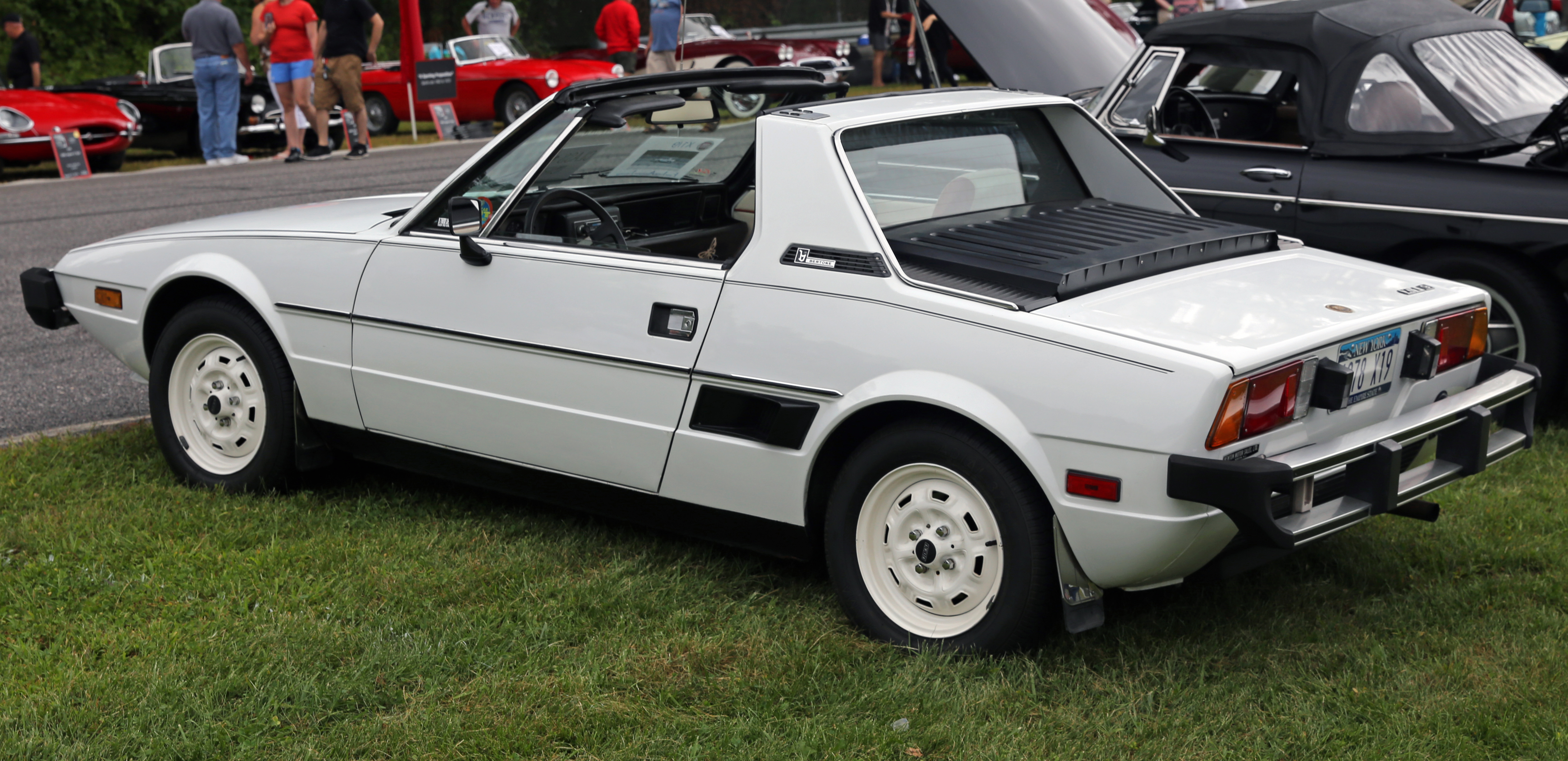
El Fiat X1/9, un pequeño deportivo biplaza de la década de 1970 con motor central (se puede observar el capó del motor justo por detrás del habitáculo)

El formato de motor central y tracción trasera puede considerarse el diseño original de los primeros automóviles. Así, los diseños pioneros con motor de gasolina patentados por Carl Benz y Gottlieb Daimler utilizaban transmisión por cadena y tenían situado el motor entre los dos ejes, por debajo de los asientos. Un Autocar de 1901 fue el primer automóvil a gasolina con el motor colocado debajo del asiento que usó un eje de transmisión. Este vehículo pionero se encuentra ahora en la colección de la Institución Smithsoniana.
Sin embargo, ya en 1898 el constructor francés Panhard & Levassor tuvo la idea de disponer el motor bajo un capó situado por delante del conductor. En este diseño, el motor estaba colocado longitudinalmente (es decir, con el eje del cigüeñal paralelo al eje longitudinal del vehículo), sirviéndose de unos engranajes cónicos y de un sistema de cadenas para accionar las ruedas traseras. Este concepto, conocido como sistema Panhard, se impuso progresivamente, y ha perdurado hasta la actualidad, adaptado posteriormente para utilizar motores delanteros transversales con tracción delantera.
El motor central permaneció con un papel marginal hasta la década de 1960, cuando la posibilidad de construir motores compactos de cilindrada relativamente pequeña y gran potencia (como el motor Ford Cosworth V-8), posibilitó colocar el propulsor de los coches de Fórmula 1 entre el asiento del piloto y el eje trasero, transformando radicalmente el diseño imperante hasta entonces en los vehículos de competición, en los que se habían estado utilizando motores de gran cilindrada y hasta ocho cilindros en línea, que se situaban entre el eje delantero y el puesto de conducción del piloto.
Poco tiempo después, algunos fabricantes ensayaron esta fórmula en sus deportivos de serie (como Lotus, con el Lotus Europa S o Fiat, con el Fiat X1/9), pero el motor central no tuvo continuidad en los coches de serie, y con posterioridad solo se ha utilizado fuera de las carreras en algunos deportivos de alta gama y superdeportivos (casi siempre solo de dos plazas), en los que se prima la eficacia en la conducción.

## Ventajas

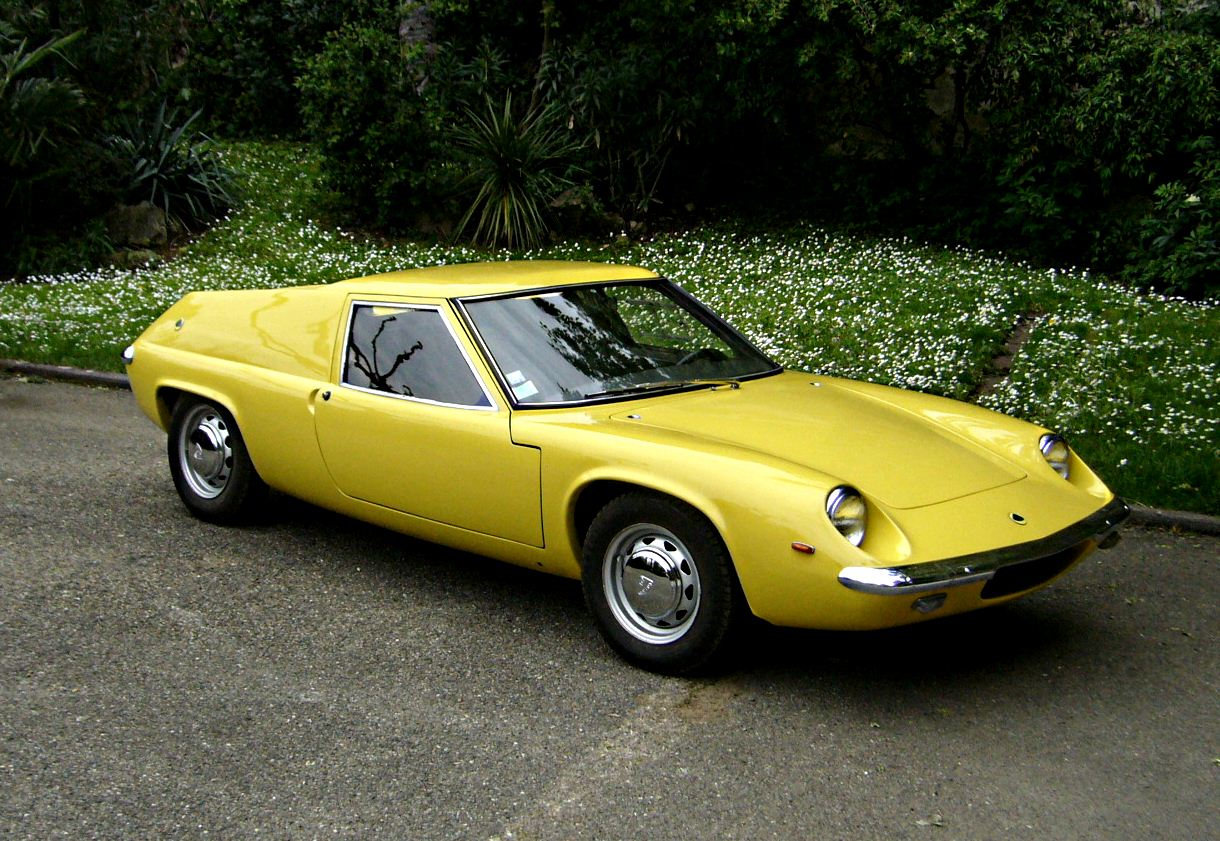
El Lotus Europa S1 se basó en un prototipo construido para competir por el contrato organizado por Henry Ford II para construir un coche de carreras con el fin de competir en Le Mans a principios de la década de 1960

- Montar el motor entre los dos ejes en lugar de en la parte delantera del vehículo, pone más peso sobre las ruedas traseras, por lo que estas disponen de más capacidad para complementar la frenada de los neumáticos delanteros, reduciendo las posibilidades de que las ruedas traseras se bloqueen y de sufrir de un patinazo o giro incontrolado. Si el vehículo de motor central también tiene tracción trasera, el peso adicional en los neumáticos traseros también puede mejorar la aceleración en superficies resbaladizas, proporcionando gran parte del beneficio de la tracción en todas las ruedas sin el peso y el gasto adicionales de todos los componentes de la tracción 4x4. El diseño del motor central hace que los frenos ABS y los sistemas de control de tracción funcionen mejor, proporcionándoles más posibilidades de controlar adecuadamente la tracción.

- El diseño del motor central puede hacer que un vehículo sea más seguro, mejorando la inscripción en las curvas y la distancia de frenado.

- También permite disponer de un espacio adicional vacío en la parte delantera del automóvil (situado entre el parachoques y el parabrisas), que se puede usar en el caso de una colisión frontal para absorber más eficazmente el impacto y minimizar el efecto sobre el habitáculo.[1]

- En la mayoría de los automóviles, y especialmente en los deportivos, la conducción ideal de un automóvil requiere una tracción equilibrada entre las ruedas delanteras y traseras al tomar una curva, con el fin de maximizar la velocidad de paso sin llegar a deslizar. Este equilibrio es más difícil de lograr cuando el gran peso del motor se encuentra muy hacia la parte delantera o muy hacia la parte trasera del vehículo. Algunos diseños de automóviles se esfuerzan por equilibrar la distribución del peso por otros medios, como colocar el motor en la parte delantera y la transmisión y la batería en la parte trasera del vehículo.

- Otro beneficio se produce cuando la masa del motor se sitúa cerca del respaldo de los asientos, porque se facilita que la suspensión absorba la fuerza de los golpes para que los pasajeros perciban una conducción más suave. Pero en los deportivos, la posición del motor se usa para aumentar el rendimiento, y la conducción potencialmente más suave, generalmente se compensa con amortiguadores más rígidos.

- Este diseño también permite que la transmisión y el motor se conecten directamente entre sí (con suspensión independiente en las ruedas motrices), lo que elimina la necesidad de que el chasis transfiera la reacción del par motor.

## Inconvenientes

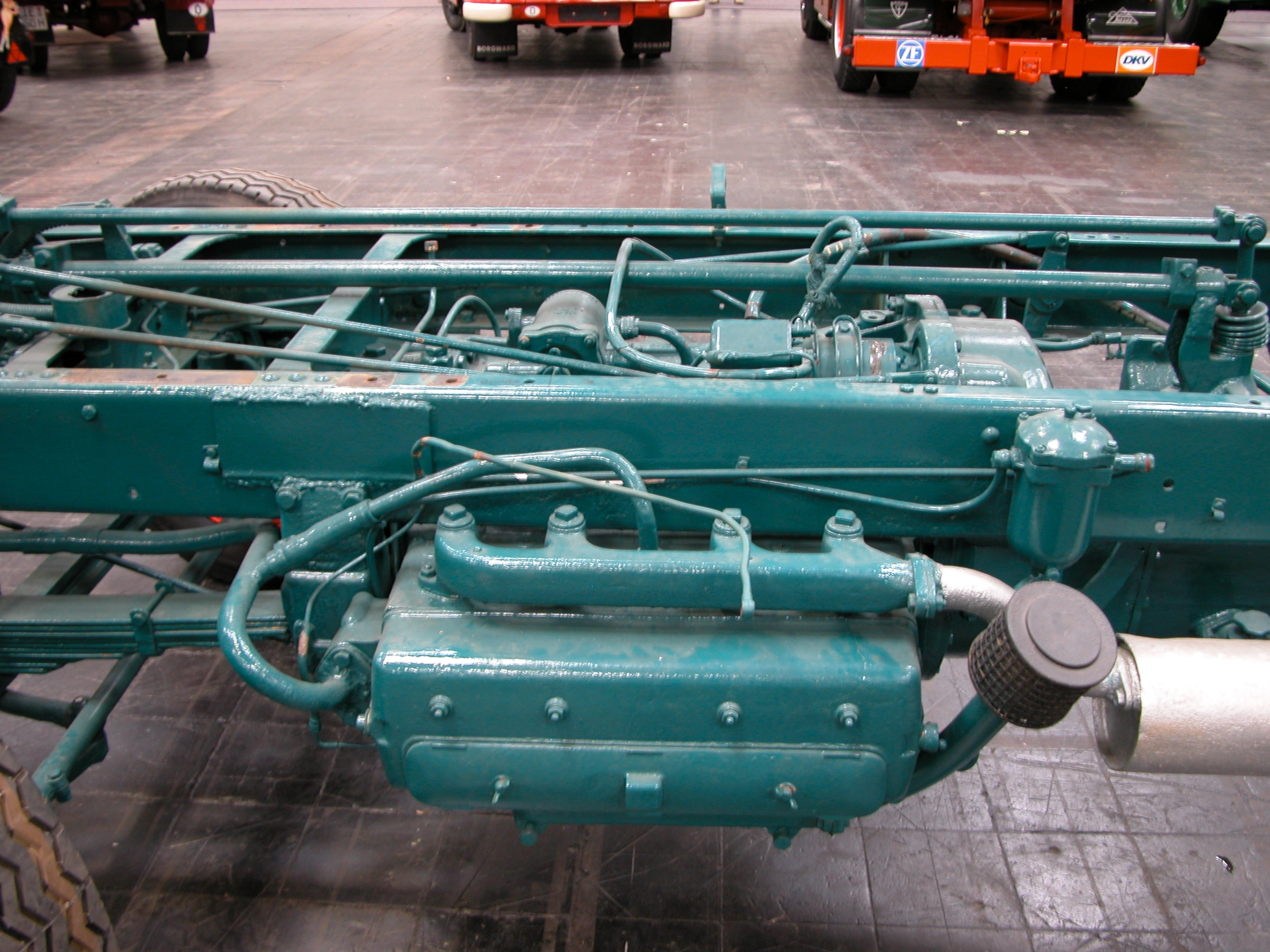
Motor central bajo el suelo del chasis de un antiguo camión Hanomag

- El mayor inconveniente de los automóviles con motor central es el espacio restringido para los pasajeros traseros; en consecuencia, la mayoría de los vehículos de motor central son vehículos de dos asientos. En efecto, la posición del motor obliga a desplazar el habitáculo hacia adelante, hacia el eje delantero (si el motor está detrás del conductor).[1] Las excepciones generalmente involucran vehículos más grandes de longitud o altura inusual en los que los pasajeros pueden compartir el espacio entre los ejes con el motor, o como sucede en algunas camionetas, camiones grandes y autobuses Toyota, donde se sitúan bajo el habitáculo. El diseño de motor central (con un motor horizontal) era común en los autobuses de un piso en las décadas de 1950 y 1960, como por ejemplo en el AEC Reliance. El Ferrari Mondial es hasta la fecha el único ejemplo exitoso de un verdadero convertible de motor central con asientos para 4 personas y rendimiento de auto deportivo/superdeportivo. Otro ejemplo menos conocido es el Lotus Evora, producido a partir de 2010.

- Como en cualquier diseño en el que el motor no está montado en la parte delantera y de cara al viento, el diseño tradicional con el "motor detrás de los pasajeros" dificulta la refrigeración del motor. Este problema parece haberse resuelto en gran medida en los diseños más nuevos. Por ejemplo, el Saleen S7 emplea grandes aberturas de ventilación situadas en los lados del motor y en la parte trasera de la carrocería para ayudar a disipar el calor de su motor de muy alta potencia.

- Los coches con motor central son más peligrosos que los coches con motor delantero si el conductor pierde el control, aunque esto puede ser inicialmente más difícil que suceda debido a sus condiciones de equilibrio superiores. El momento de inercia respecto al centro de gravedad es bajo, debido a la concentración de masa entre los ejes, lo que provoca que el vehículo pueda derrapar repentinamente y le sea más difícil recuperar la trayectoria. Por el contrario, es más probable que un automóvil con motor delantero empiece a derrapar de manera progresiva y controlable a medida que los neumáticos pierden tracción.

## Variaciones
Los coches deportivos, superdeportivos y de competición suelen tener un diseño de motor central, ya que las características de manejo de estos vehículos son más importantes que otros requisitos, como el espacio utilizable. En los deportivos, con frecuencia se persigue una distribución de pesos de aproximadamente el 50% en la parte delantera y la trasera para optimizar la dinámica de conducción del vehículo, un objetivo que generalmente solo se puede lograr colocando el motor en algún lugar entre los ejes delantero y trasero.  
Por lo general, el término "motor central" se ha aplicado principalmente a automóviles que tienen el motor ubicado entre el habitáculo y el eje motriz trasero. Este diseño se conoce como diseño de motor central trasero con tracción trasera (o TCT). El diseño mecánico y la configuración de un automóvil TCT son sustancialmente diferentes a las de un automóvil con motor delantero o trasero. 
Cuando el motor está delante del conductor, pero completamente por detrás de la línea del eje delantero, el diseño a veces se denomina configuración de motor delantero central y tracción trasera (DCT), en lugar del término menos específico de motor delantero; y suele considerarse un tipo de este último. En el diseño del vehículo, el DCT es sustancialmente el mismo que el DT, pero el manejo difiere como resultado de la diferencia en la distribución del peso. 
Algunos vehículos pueden clasificarse tanto como DT o como DCT, según quede situado el centro de masas del motor instalado de fábrica (por ejemplo, un motor de 4 o uno de 6 cilindros en línea montados longitudinalmente) respecto al eje delantero. Históricamente, la mayoría de los automóviles DT clásicos, como los modelos Ford T y A, se considerarían como vehículos con motor DCT. Además, la distinción entre DT y DCT es bastante difusa, dependiendo del grado de desplazamiento del motor respecto a la línea del eje delantero, ya que los fabricantes montan los motores lo más atrás posible en el chasis. No todos los fabricantes utilizan la designación Delantero-Central.

## Ejemplos

### Diseño DCT:Motor delantero central / Tracción trasera

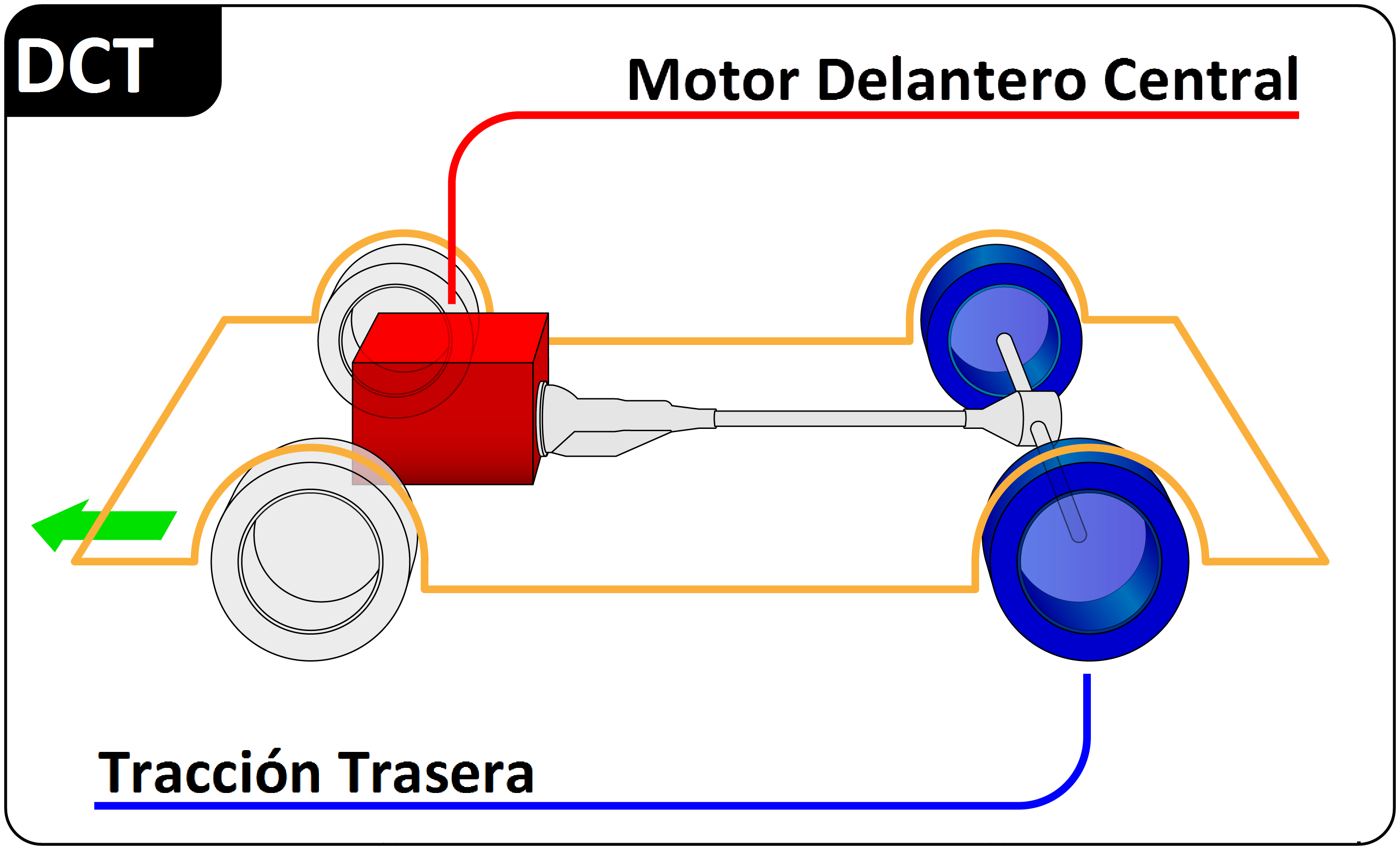
Motor delantero central/Tracción trasera

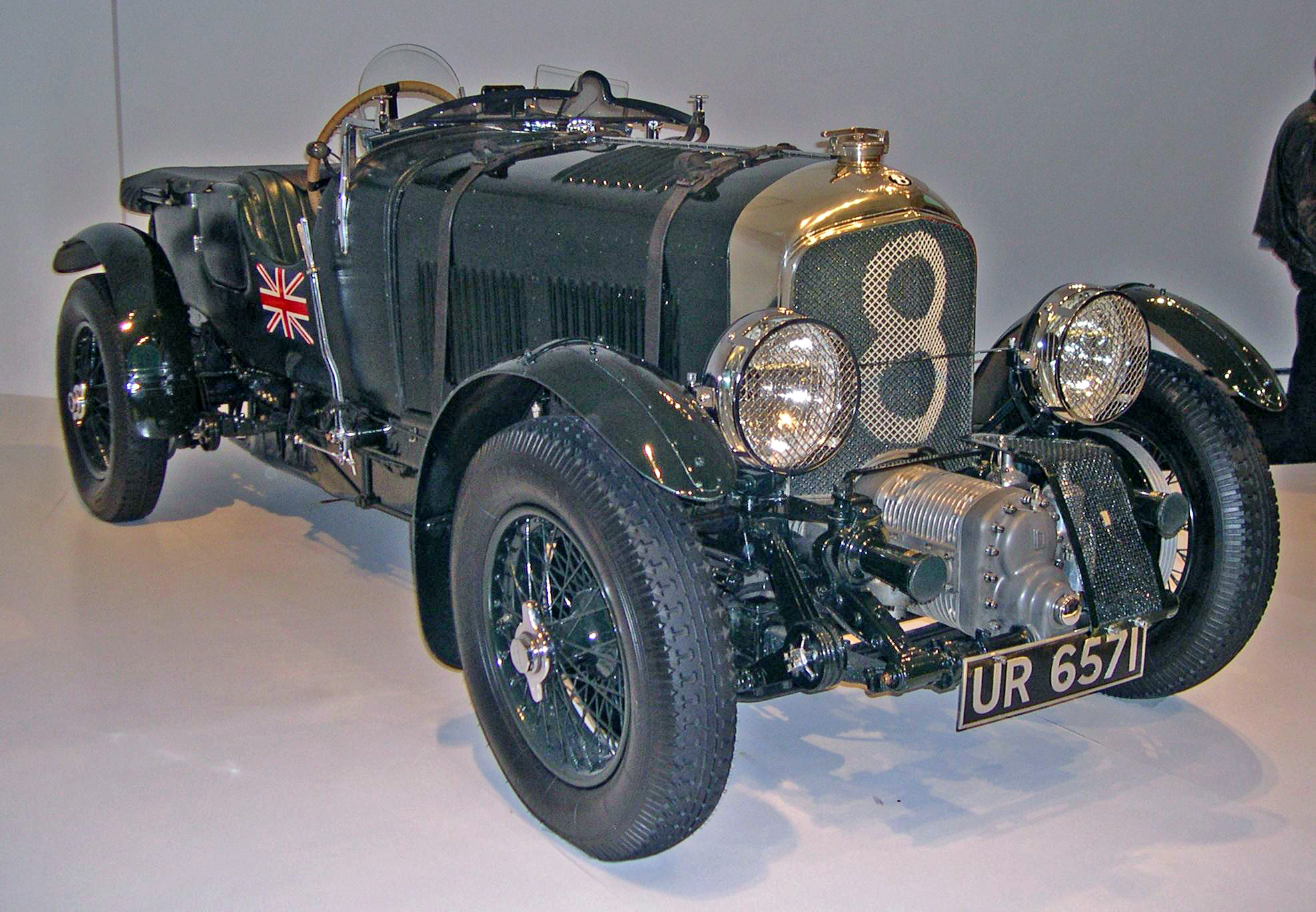
Motor delantero central/Tracción trasera

Son coches de tracción trasera, con el motor colocado entre el conductor y el eje delantero, como: 
- Alfa Romeo 8C Competizione
- Chevrolet Corvette (segunda a séptima generación)
- Bill Thomas Cheetah (usaba solo una junta universal entre la caja del eje de cola de la transmisión y la caja del diferencial)
- Dodge/SRT Viper
- 599 GTB Fiorano, 612 Scaglietti, F12 Berlinetta y GTC4Lusso T
- Honda S2000
- Jaguar E-Type
- Lexus LFA
- Maserati Quattroporte V, GranTurismo/GranCabrio
- Mazda RX-7, MX-5 (segunda a cuarta generación) y RX-8
- Mercedes-Benz SLR McLaren y SLS AMG y AMG GT
- Opel GT (solo primera generación)
- Toyota Previa y 2000GT
- Shelby Daytona

- La mayoría de los coches de tracción trasera con motor delantero de antes de la Segunda Guerra Mundial responden a este esquema

### Diseño DC4:Motor delantero central / Tracción en las cuatro ruedas
Este diseño, similar al diseño DCT anterior (con el motor entre el conductor y detrás del eje delantero), agrega motricidad al eje delantero para convertirse en un vehículo con tracción en las cuatro ruedas. Un desafío de ingeniería con este diseño es hacer llegar la potencia del motor a las ruedas delanteras, lo que normalmente implica elevar el motor para permitir que un eje de transmisión pase por debajo del motor, o como en el caso del Ferrari FF, reciba la potencia de ambos extremos del cigüeñal con dos cajas de cambio independientes. 
- Ferrari FF/GTC4Lusso
- Hummer H1
- Toyota Previa versión All-Trac
- Toyota Van versión 4WD (primera generación)

### Diseño TCT:Motor trasero central / Tracción trasera

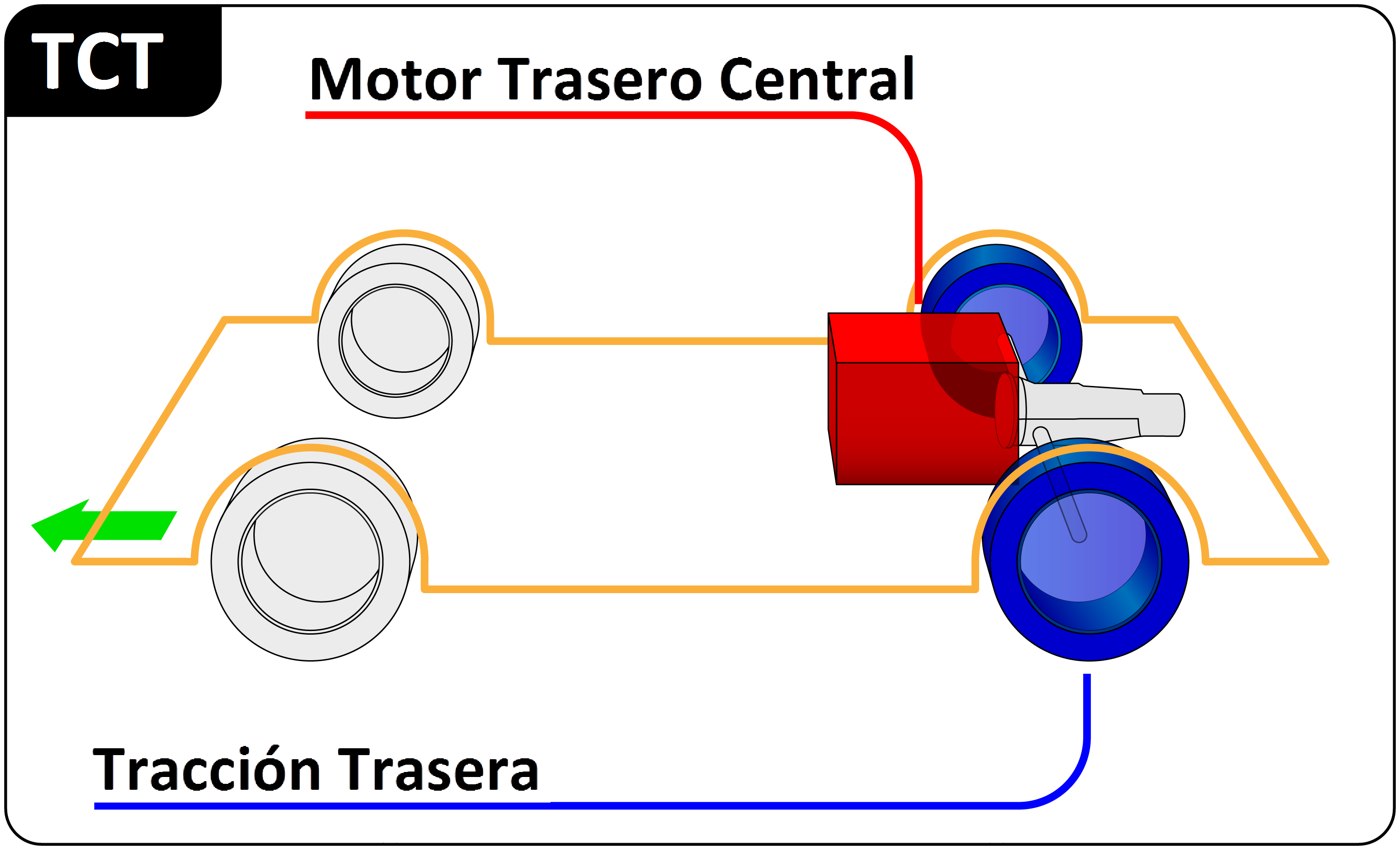
Motor trasero central/Tracción trasera

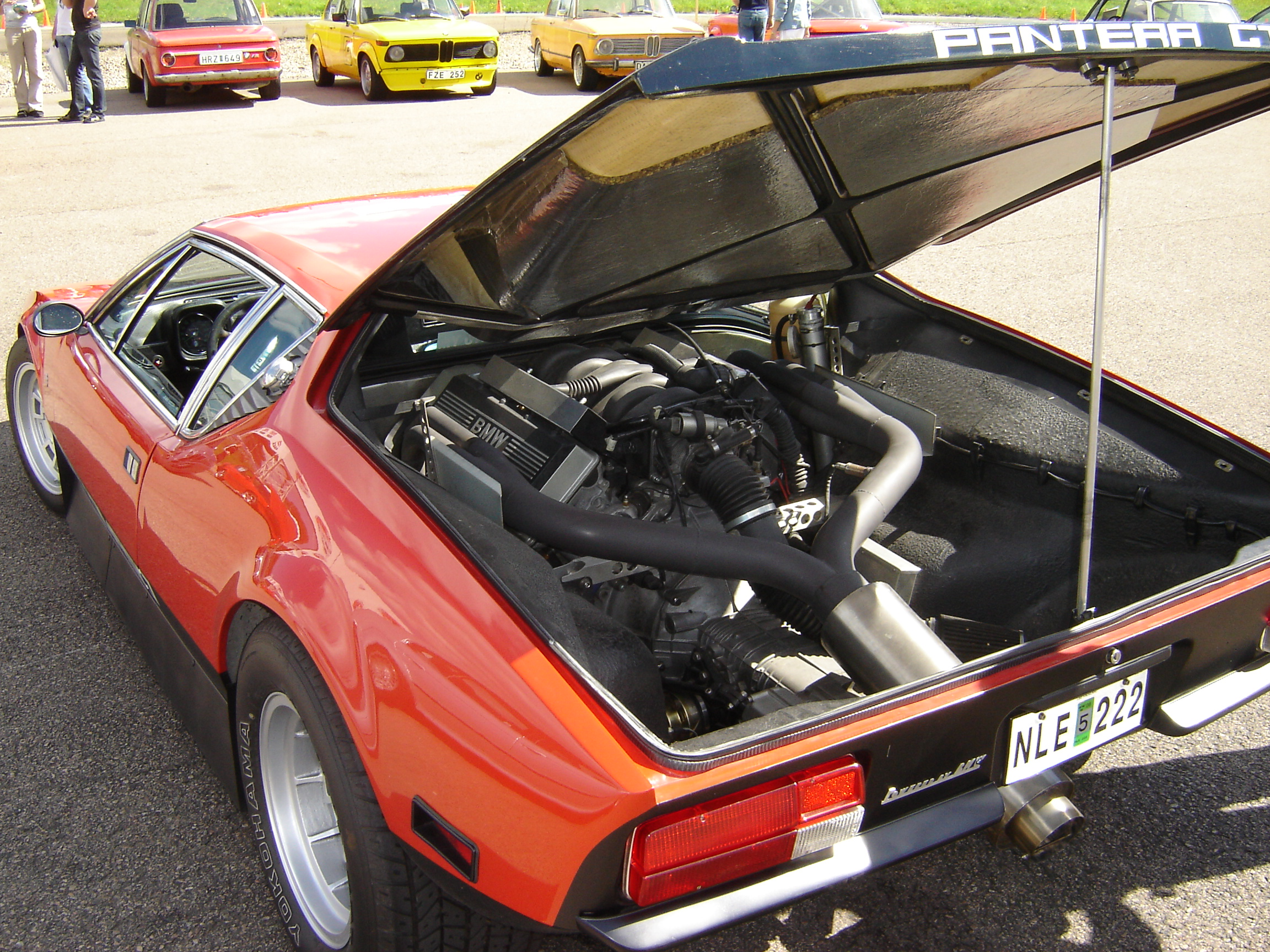
Motor central trasero de un De Tomaso Pantera

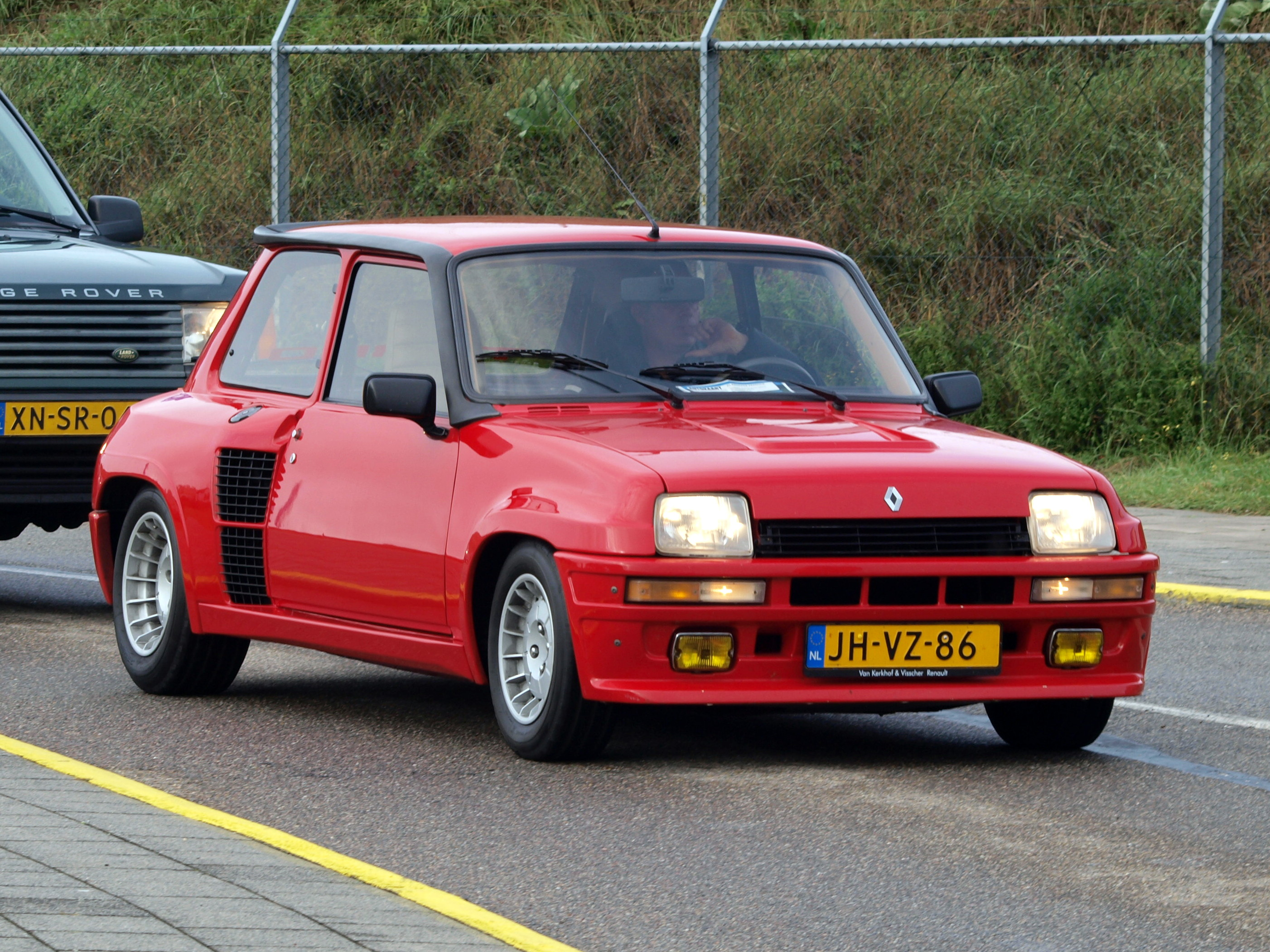
Renault 5 Turbo, mostrando las tomas de aire laterales necesarias para refrigerar su motor central trasero

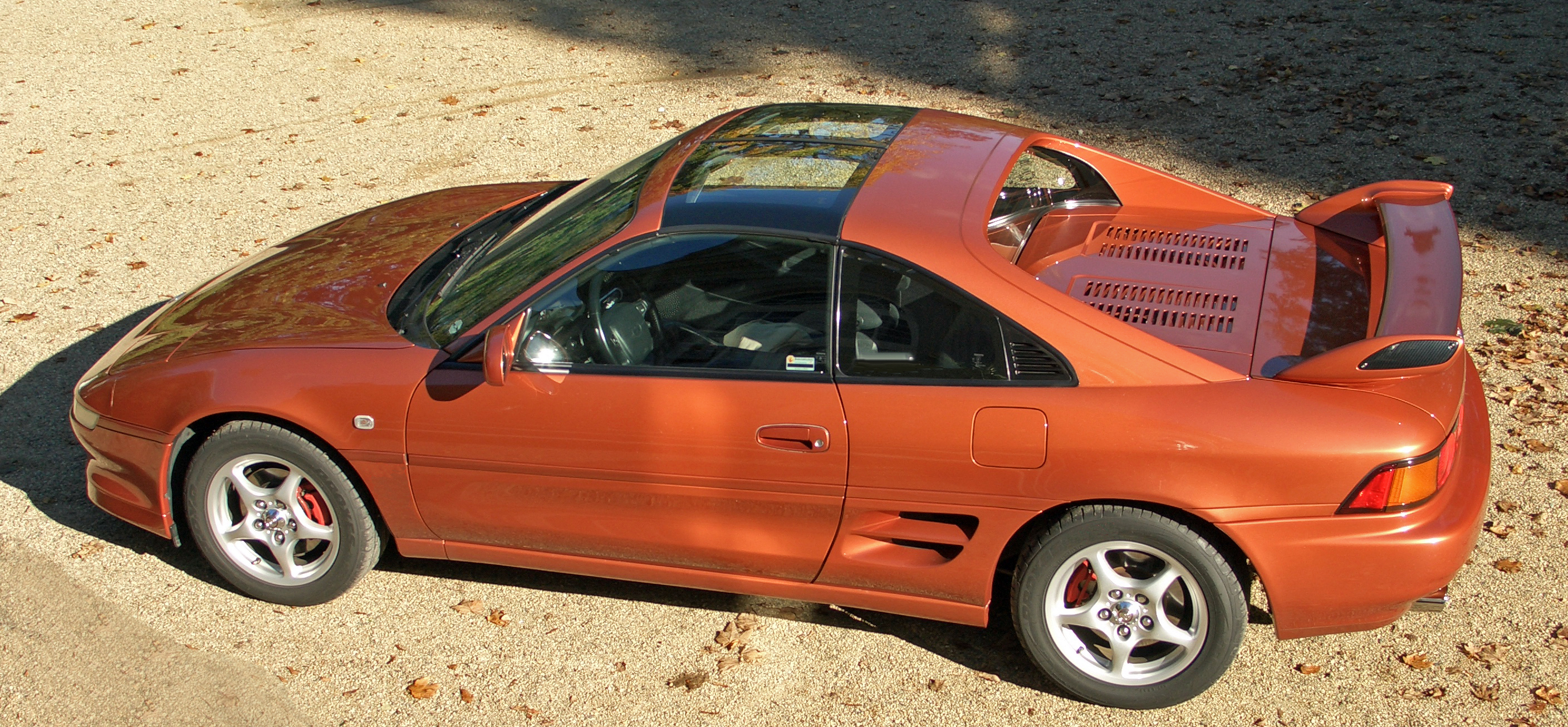
Toyota MR2 SW20, mostrando el capó de su motor central trasero

Estos coches utilizan la disposición de motor central más tradicional, situándolo entre el habitáculo y el eje motriz trasero. Por lo general, se denominan simplemente CT. 
- Alfa Romeo 4C
- Ariel Atom
- Autozam AZ-1
- BMW M1 e i8
- Chevrolet Corvette (octava generación)
- Consulten GTP
- DC Avanti
- De Tomaso Vallelunga, Mangusta, Pantera, Guara
- Ferrari Dino 246, 308, 328, 348, Enzo, F355, 360 Modena, F430, FXX, 458 Italia, 488, Mondial, Testarossa, F40, F50, LaFerrari
- Fiat X1/9
- Ford GT y GT40
- Honda Beat, NSX y S660
- Jaguar XJ13, XJR-15 y XJ220
- Lamborghini Miura, Countach, Diablo SV, Jalpa, Silhouette, Gallardo LP550-2
- Lancia Stratos HF, Lancia Montecarlo
- Lotus Europa, Esprit, Elise, Exige, Evora
- Maserati Merak, Bora, Maserati MC12
- Mastretta MXT
- Matra Djet, 530, Bagheera, Murena
- McLaren F1, MP4-12C, 650S, P1
- Mercedes-Benz CLK GTR
- MG F
- Mitsubishi i e i-MiEV (motor central trasero montado transversalmente/tracción trasera)
- Mosler MT900
- Nissan R390 GT1
- Opel Speedster
- Pagani Huayra, Pagani Zonda
- Pontiac Fiero
- Porsche 550, 914, Boxster, Carrera GT, Cayman, Porsche 911 GT1
- Prince R380
- Renault 5 Turbo, Clio V6 Renault Sport
- Ruf 3400S, 3600S y 3800S
- Ruf CTR3
- Ruf RK Coupe/Spyder
- Rumpler Tropfenwagen
- Saleen S7
- SSC Aero
- Toyota MR2 / MR-S
- Vauxhall VX220
- Vector WX-8
- Venturi Atlantique

### Diseño TC4:Motor trasero central / Tracción en las cuatro ruedas

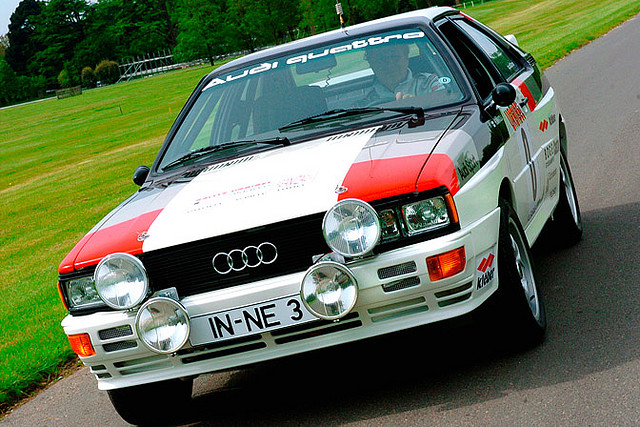
Audi Quattro, con motor delantero central y tracción en las cuatro ruedas

Estos coches utilizan tracción en las cuatro ruedas, con el motor situado entre los dos ejes, pero por detrás del habitáculo. 
- Audi R8, Sport Quattro RS 002
- BMW i8
- Bugatti Veyron, EB110
- Ford RS200
- Honda Acty (solo versiones 4x4), Honda Z (1998-2002)
- Jaguar C-X75
- Jeep Forward Control
- Lancia Delta S4
- Lamborghini Aventador, Cheetah, Diablo VT series, Gallardo, Murciélago, Reventon, Huracán, Sesto Elemento
- MG Metro 6R4
- Pantera Solo 2
- Peugeot 205 Turbo 16
- Volvo L3314, C303
- Porsche 918 Spyder
- Unimog UGN/405

### Diseño CD:Motor delantero central / Tracción delantera

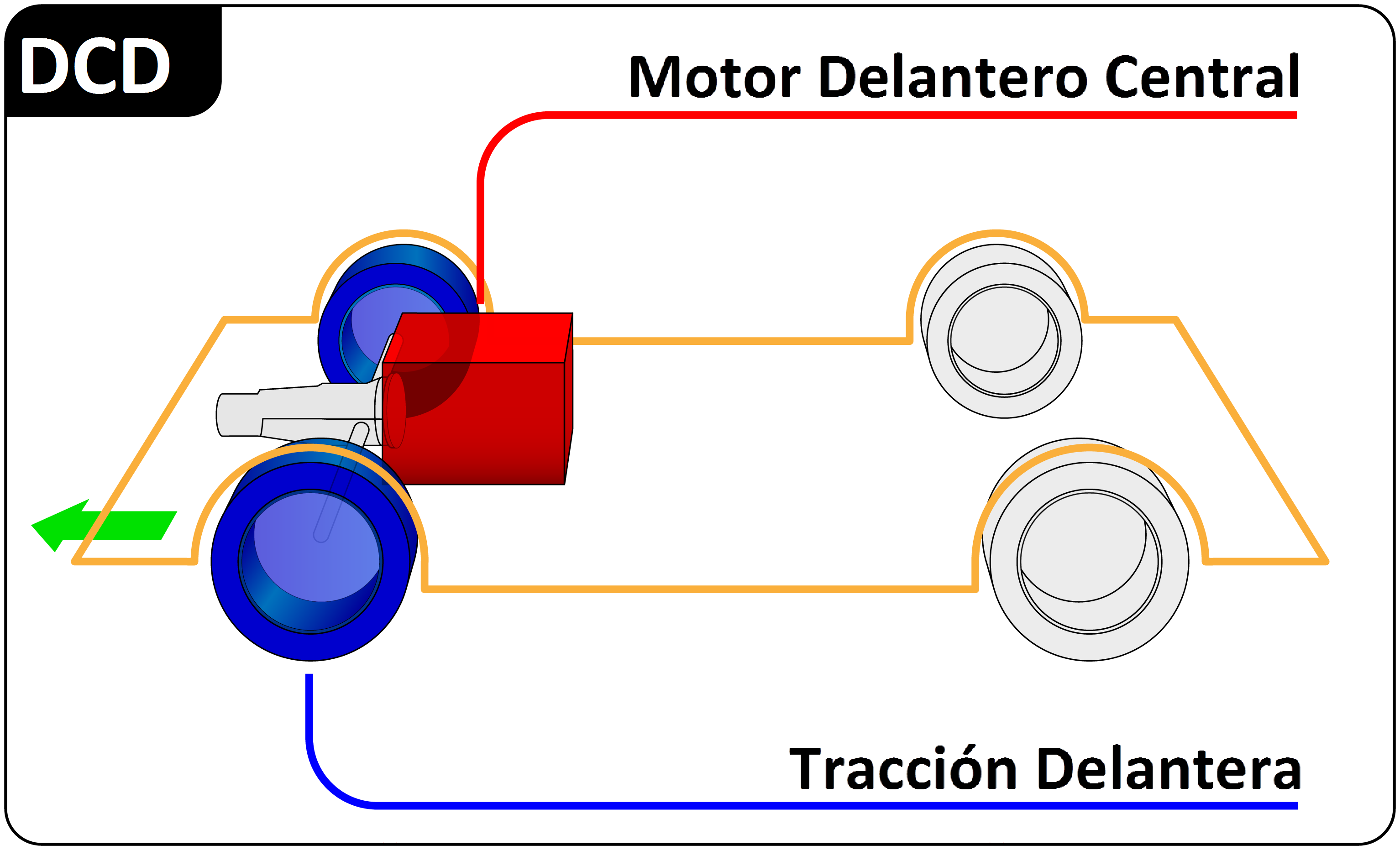
Motor delantero central/tracción delantera

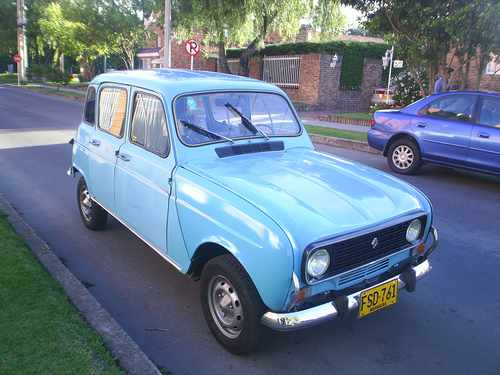
Renault 4

Estos coches son vehículos con "motor central", pero utilizan tracción delantera, con el motor situado por delante del conductor. Sin embargo, en general se consideran como un diseño DD, debido a que la ubicación del motor aún se encuentra en la parte delantera del automóvil, contrariamente a la creencia popular de que el motor se coloca en la parte delantera del eje trasero con la potencia transferida a las ruedas delanteras (TCD). En la mayoría de los ejemplos, el motor está montado longitudinalmente en lugar de transversalmente, como es común en los automóviles DD. 
- BSA Scout
- Citroën Traction Avant, DS, SM
- Nissan GT-R LM Nismo
- Renault 4, 5,  Renault 7, 16
- Saab Sonett mk1
- Acura Vigor tercera generación
- Maserati Quattroporte II 1974–1978